# Maximilian Rueß
Maximilian Rueß (* 8. November 1925 in Oberstdorf; † 16. Februar 1990 in München) war ein deutscher Bildhauer und Maler.

## Leben und Werk

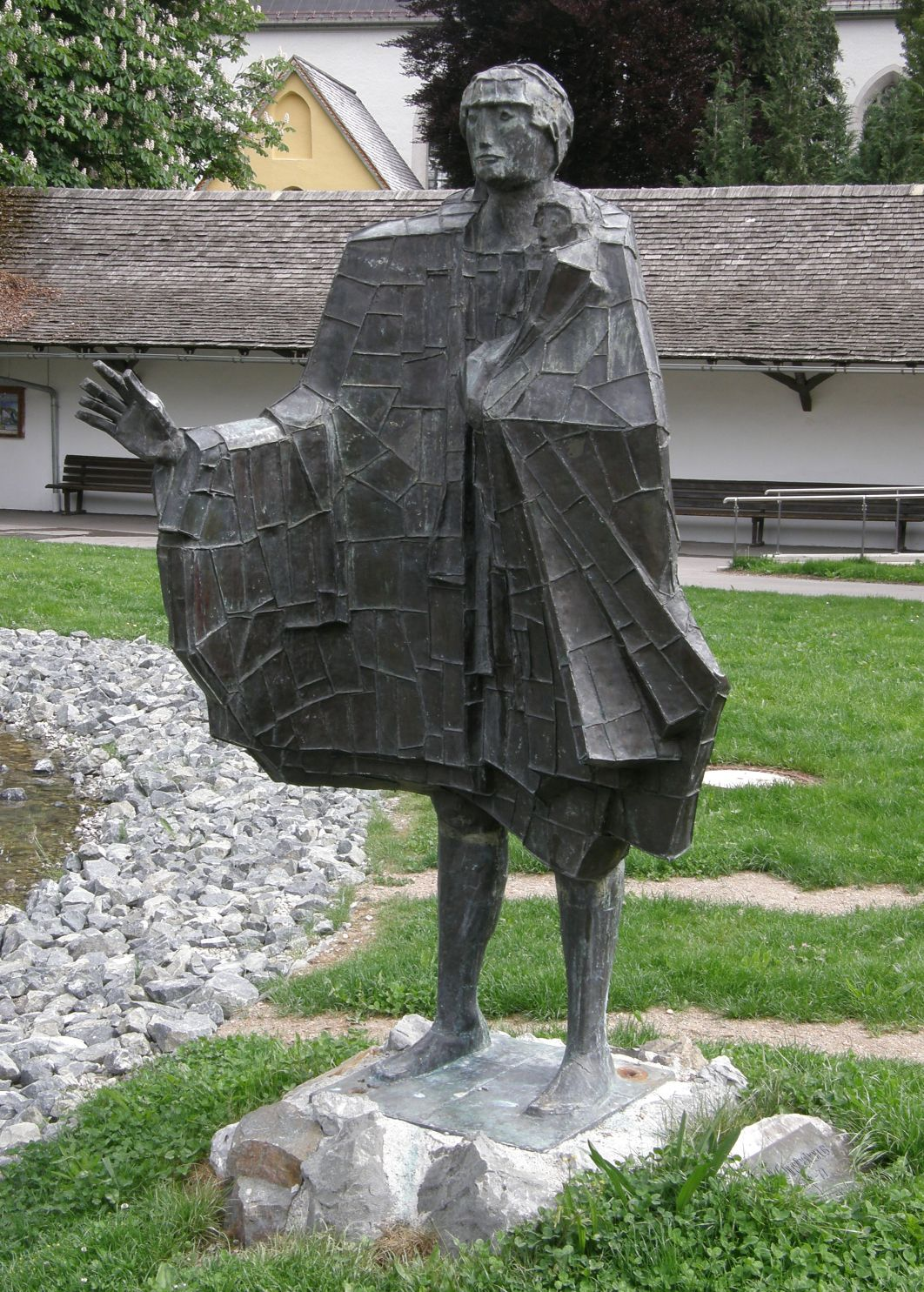
Hl. Christophorus von 1977 im Kurpark Oberstdorf

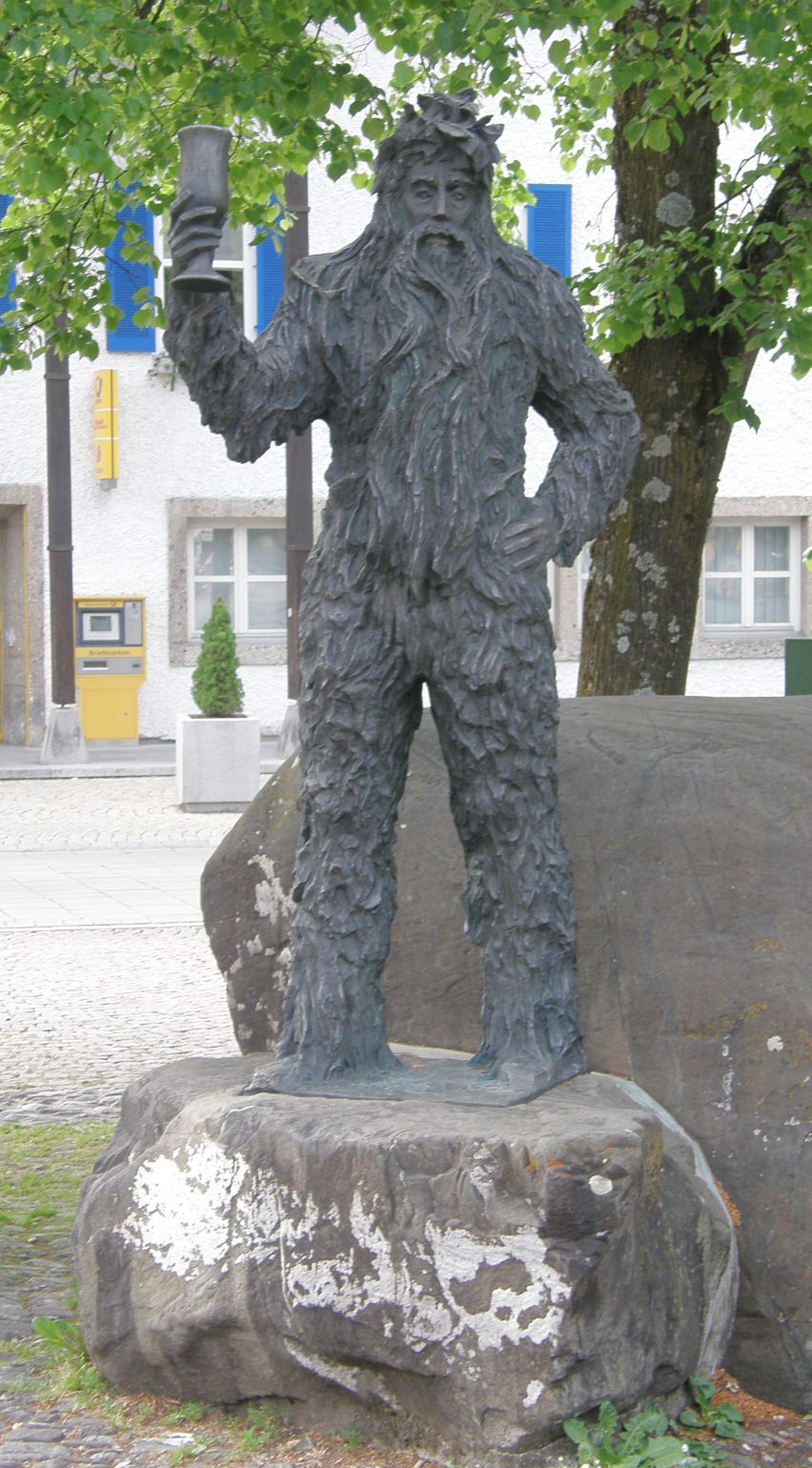
Wilde Männle von 1978 auf dem Bahnhofsplatz in Oberstdorf

Rueß studierte von 1947 bis 1950 Bildhauerei in München; zuerst bei Maria Weber und anschließend an der Akademie der Bildenden Künste München als Meisterschüler von Josef Wackerle. Von 1950 bis 1969 lebte und arbeitete Rueß in München, wo er 1960 Ursula Reich heiratete. 1968 erwarb Rueß ein altes Gehöft in Bolsterlang bei Fischen im Allgäu, das er als Wohnhaus und Atelier ausbaute und 1969 bezog.
Neben zahlreichen Skulpturen und Gemälden gestaltete Rueß vor allem im Allgäu auch öffentliche Plätze, Brunnen und Wände. Als sein wichtigstes Werk gilt der 1982 bis 1989 geschaffene fast sechs Meter hohe Schlosshof-Brunnen auf Schloss Zeil bei Leutkirch.
Nach seinem Tod übergab Rueß’ Witwe einen großen Teil seines künstlerischen Nachlasses, bestehend aus über 50 Gemälden und Plastiken, im Rahmen einer Stiftung (Maximilian-Rueß-Stiftung) an das Allgäu-Museum Kempten. 2005 erstellte die Stadt Kempten ein Gesamtverzeichnis der Werke von Maximilian Rueß, und die Kunsthalle Kempten zeigte 2008 eine Retrospektive.

## Preise und Ausstellungen
1964 erhielt Rueß den Kunstpreis der Stadt Kempten (Allgäu), 1967 die Kunstpreise des Regierungsbezirks Schwaben sowie des Marktes Oberstdorf und 1978 den Kunstpreis der Diözese Augsburg. Im Heimatmuseum von Oberstdorf wurde Rueß ein Raum gewidmet.
Auf Einzelausstellungen konnte Rueß seine Werke in Oberstdorf, Kempten, München, Windhoek, Johannesburg, Kapstadt, Ulm, Heidelberg, Stuttgart, Berlin, Immenstadt und Sonthofen zeigen.

## Belege
1. 1 2  Heimatmuseum Oberstdorf, Raum 15: Maximilian Rueß (Memento des Originals vom 31. August 2006 im Internet Archive)  Info: Der Archivlink wurde automatisch eingesetzt und noch nicht geprüft. Bitte prüfe Original- und Archivlink gemäß Anleitung und entferne dann diesen Hinweis.
2. ↑  Allgäu-Museum Kempten: Maximilian Rueß, Maler und Bildhauer (Memento des Originals vom 4. März 2016 im Internet Archive)  Info: Der Archivlink wurde automatisch eingesetzt und noch nicht geprüft. Bitte prüfe Original- und Archivlink gemäß Anleitung und entferne dann diesen Hinweis.
3. ↑  Kunsthalle Kempten: Retrospektive für Maximilian Rueß